# 戸塚町 (神奈川県)
戸塚町（とつかまち）は、1889年（明治22年）4月1日から1939年（昭和14年）4月1日まで存在した神奈川県鎌倉郡の町。

## 概要
神奈川県鎌倉郡中部の町。現在の神奈川県横浜市戸塚区の中部にあたる。

## 歴史

### 沿革
- 1889年（明治22年）4月1日 - 町村制の施行により、戸塚宿（戸塚町、吉田町、矢部町）が町制を施行し戸塚町が成立。
- 1939年（昭和14年）4月1日 - 横浜市に編入。同日戸塚町廃止。同日に設置された戸塚区の一部となる。

## 交通

### 鉄道路線
- 鉄道省（現JR東日本）
  - 東海道本線：戸塚駅

東戸塚駅（当時は未開業）は旧川上村に所在。

### 道路
- 東海道（現在の国道1号）
- 長後街道

## 現在の町名
戸塚町、吉田町、矢部町、鳥が丘（いずれも大体の範囲）